# Keuspot

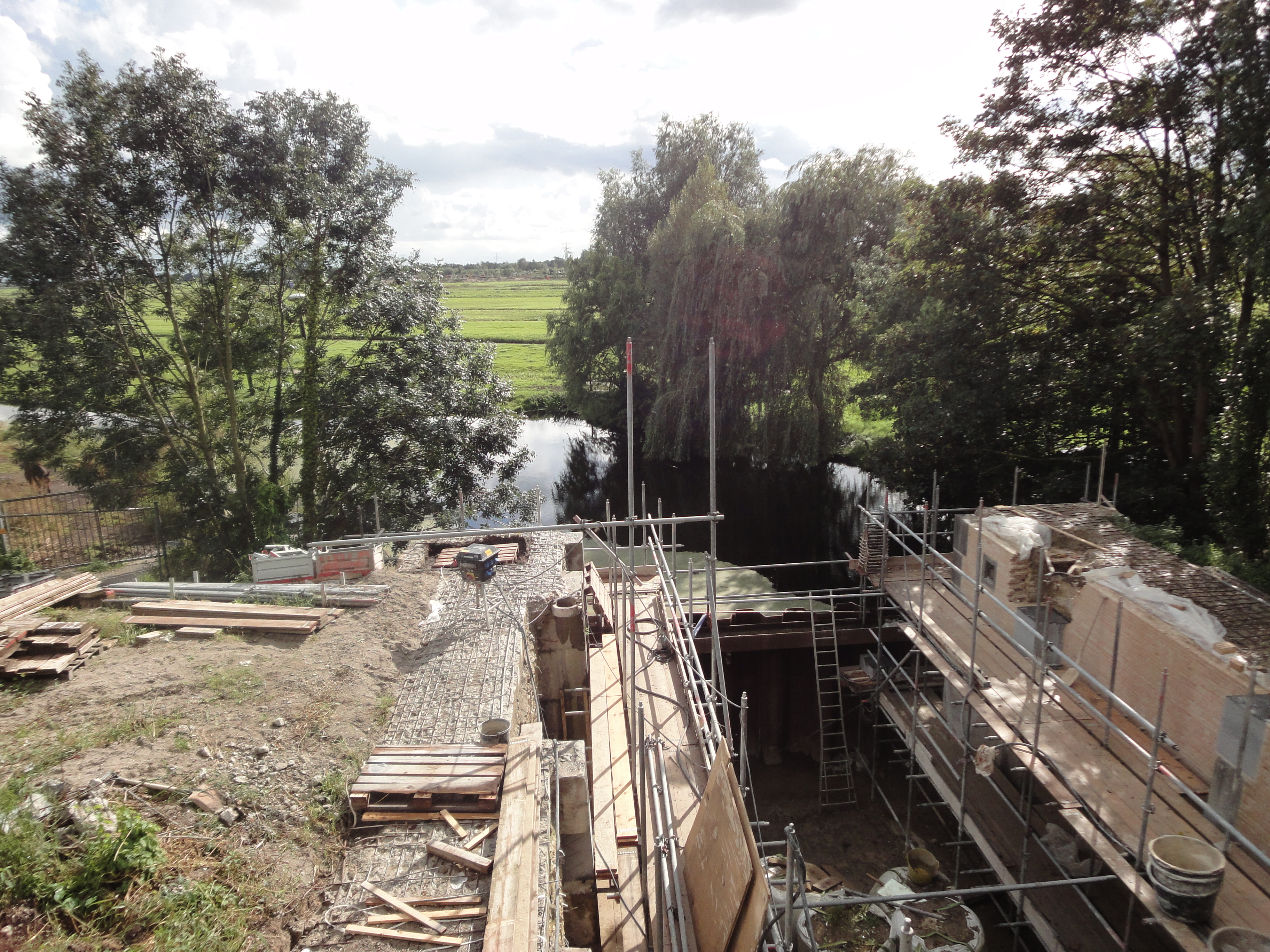
Reconstructie van de Stolwijker Schutsluis

De keuspot is een onderdeel van het taatslager van de puntdeuren van een sluis. Het is de kom in de komplaat op de sluisvloer, waar de taats van de deur in draait. 
Een deur van een sluis met puntdeuren heeft aan de landzijde twee draaipunten, een boven- en een onderdraaipunt. Het bovendraaipunt wordt gevormd door een halspen aan de deur, die draait in een halsbeugel aan de sluismuur. Het onderdraaipunt van een puntdeur wordt bij oude constructies gevormd door een taats, die in de keuspot draait. In nieuwe contructies met houten deuren wordt gewerkt met een taats en een taatsschoen, waarin die pot dan is verwerkt. Bij deze houten deuren wordt de schoen aan het hout van de deur gemonteerd. De draaipunten worden voorzien van een bronzen taatshoed aan de onderzijde en een bronzen ring om de hals aan de bovenzijde. Zowel de keuspotten als de taatshoeden en de halsringen worden gegoten.

## Naslagwerken
- G.J. Arends, Sluizen en Stuwen, 1994, Delfste Universitaire Pers, ISBN 90-6275-700-6
- Stolwijker Schutsluis in de Stolwijksche Vliet bij Gouda  TU Delft-bouwhistorisch-onderzoek